# Pont-Trambouze
Pont-Trambouze ist eine Commune déléguée in der französischen Gemeinde Cours mit 439 Einwohnern (Stand: 1. Januar 2022) im Département Rhône in der Region Auvergne-Rhône-Alpes.
Zum 1. Januar 2016 wurden Pont-Trambouze, Cours-la-Ville und Thel zur Commune nouvelle Cours zusammengeschlossen. Sie hat seither den Status einer Commune déléguée. Die Gemeinde Pont-Trambouze gehörte zum Arrondissement Villefranche-sur-Saône und zum Kanton Thizy-les-Bourgs.

## Lage
Pont-Trambouze liegt 53 Kilometer nordnordwestlich von Lyon, etwa 19 Kilometer ostnordöstlich von Roanne und rund 32 Kilometer westnordwestlich von Villefranche-sur-Saône am Ufer des Flusses Trambouze.

## Bevölkerungsentwicklung
| Jahr                      | 1962 | 1968 | 1975 | 1982 | 1990 | 1999 | 2006 | 2013 |
| Einwohner                 | 821  | 782  | 700  | 681  | 548  | 548  | 478  | 470  |
| Quelle: Cassini und INSEE |      |      |      |      |      |      |      |      |

## Sehenswürdigkeiten
- Kirche

## Persönlichkeiten
- Patrice Verchère (* 1973), Politiker